# Uitz Béla
Uitz Béla (Mehala [ma Temesvár része], Temes vármegye, 1887. március 8. – Budapest, 1972. január 26.) magyar festő és grafikus, a magyar aktivizmus egyik robusztus tehetségű művésze. Később sógora Kassák Lajos volt döntő befolyással pályájára.

## Életpályája

### Tanulóévek
Temes megyei Mehala községben született, paraszt családból származott. Korán megmutatkozó művészi hajlamai ellenére a szükség iparos szakma tanulása felé vezeti, így lett lakatos. 1907-ben bátya anyagi támogatásával beiratkozott az Iparművészeti Iskolába, ahol díszítő festő szakon kezdte meg tanulmányait. Feichtinger J. György volt mestere, akire fél évszázad távlatából is szívesen emlékezett vissza. Tőle tanulta meg a freskótechnikát, amelynek alapos szakmai ismeretére Uitz egész életében büszke volt. Itt kezdődött Nemes-Lampérth Józsefhez fűződő szoros barátsága is, ami később – az akadémiai szellemmel ellentétben –, felszabadító erőként hatott Uitzra.
Később ösztöndíjat nyert a képzőművészeti tanulmányokhoz. 1908-tól járt a Képzőművészeti Főiskolára, ahol Balló Edénél és Ferenczy Károlynál tanult. Balló osztályán Frank Frigyessel, Krón Jenővel, Szüle Péterrel, Csáky Lászlóval és 1909-től Tatz Lászlóval kerül össze. A képzőművészeti tanulmányaival párhuzamosan, a főiskolán megélhetésből modellkedett is. Az 1912-1913. évre már nem iratkozott be a Főiskolára. Az Epreskertet látogatta inkább, ahol nemcsak művészete, hanem élete is új irányba fordult. »Itt ismerkedett meg a modellként dolgozó Kassák Terézzel, akivel megszerették egymást, s az új kapcsolat alkotó tevékenységének is ösztönzőjévé vált.« 1912 után alakította ki Nemes-Lampérth József nyomán konstruktív-expresszív stílusát, amely iskolát teremtett. Első nagy sikere 1914-ben volt az Ifjú Művészek Egyesületének kiállításán, ahol az állam és Nemes Marcell valamennyi kiállított képét megvásárolta. A Kecskeméti művésztelepen is alkotott. 1915-től A Tett, majd 1916-tól a Ma köréhez csatlakozott. Kassák Lajos főszerkesztő mellett a Ma szerkesztésében is részt vett.

### Első sikerek
Rézkarcai 1916-ban aranyérmet nyertek a San Franciscó-i nemzetközi kiállításon. Goya, a reneszánsz freskófestészet, Cezanne és a kubisták, a Der Sturm körül csoportosuló expresszionisták, Picasso és a Nyolcak hatottak művészetére. A Magyar Tanácsköztársaság ideje alatt a proletár tanműhely igazgatója volt. A kommün bukása után bebörtönözték, majd emigrációba kényszerült. Bécsben tovább szerkesztette Kassákkal a Ma c. folyóiratot. Kassák körével nagy vitái voltak, ezért Komját Aladárral kiváltak, s megalapították a kommunista párt befolyása alatt álló Egység c. folyóiratot.

### Emigrációban
1916-tól alkotói ereje teljében volt Uitz Béla. 1920-ban Bécsben a Freie Bewegung helyiségében rendeztek műveiből kiállítást, 1923-ban az Österreichisches Museumban. Közben 1921-22-ben Moszkvában tartózkodott. 1923-ban Bécsbe visszatérve megalkotta 14 rézkarcból álló szuggesztív erejű kompozícióját, a General Ludd sorozatot. 1924-26-ban Párizsban Martel álnéven adta közre képeit. A Francia Kommunista Párt látta el megrendelésekkel. Grafikákat, plakátokat készített. Ekkor jelent meg a Contre la guerre impérialiste című albuma Marcel Cachin előszavával. Párizsban két alkalommal a Clarté Szalonban volt gyűjteményes kiállítása.

### Moszkvai évek
1926-ban Moszkvába utazott, ahol 1928-ban rendeztek műveiből gyűjteményes kiállítást és kinevezték a Moszkvai Képzőművészeti Főiskola tanárává. 1930-ban a szovjet kormánytól „érdemes művész” kitüntetést kapott. 1931-től öt éven át a Forradalmi Festők Nemzetközi Irodájának titkára volt. 1936-38-ban Kirgízia fővárosában, Frunzéban dolgozott. Frunzéban festett műveinek stílusa hatott a vele együtt ott dolgozó Mészáros Lászlóra.
1938-ban koncepciós pert indítottak ellene, letartóztatták, bebörtönözték, másfél év múlva azonban kiengedték, mert nagy szükség volt dekorációs készségére és szervező erejére. A Szovjetek Palotájában az ülésterem teljes dekorációjának elkészítésére kapott megbízást egy nyolc tagú festőkollektívával együtt, de az erre a munkára vonatkozó megbízást hamarosan visszavonták. 1948-ban, Moszkva 800 éves fennállása alkalmából elkészítette a Kropotkin tér hatalmas pannóját (42x8 m), amelyen a jövendő Moszkva látképét örökítette meg. Hamarosan a  A Szovjetunió Népgazdasága Eredményeinek Kiállításán két freskót készített kollektívájával együtt, ezekből az egyik az orosz (jelenleg Atomenergia pavilon), a másik a belorusz pavilon homlokzatát díszítette.

### Utolsó évek
Uitznak számos nemzetközi kiállítása volt. 1968-ban a Magyar Nemzeti Galéria nagy gyűjteményes kiállítást rendezett műveiből. Uitz 1970-ben tért haza végleg Budapestre. Munkái megtalálhatók a Magyar Nemzeti Galériában, magyar vidéki múzeumokban, a bécsi Albertinában, a firenzei Pitti-palota galériájában, több moszkvai múzeumban és a szentpétervári Ermitázsban is.

## Művei

### Festményei (válogatás)
- Női portré (1916)
- Katonák (1916) (olaj, karton, 36x49 cm) (Nógrádi Sándor Múzeum, Salgótarján)
- Fák (1916) (olaj, vászon, 85X68,5 cm) (MNG)
- Almaszedők (1916) (olaj, vászon, 98 x 70 cm) (MNG)
- Sorozás (1916) (olaj, vászon, 70 x 90 cm) (MNG)
- Anya gyermekével (1918) (olaj, vászon, 97 x 70 cm) (JPM, Pécs)
- Ülő nő (1918) (olaj, karton, 87 x 69 cm) (JPM, Pécs)
- Hevesy Iván portréja (1918-1919) (olaj, vászon, 86 x 69 cm) (JPM, Pécs)
- Fekvő nő (1919) (olaj, vászon, 73 x 100 cm) (MNG)
- Ikonanalízis (1922) (olaj, vászon, 156 x 142 cm) (MNG)

### Akvarellek (válogatás)
- Anya és gyermeke (1918) (tus, akvarell, 701 x 651 mm) (MNG)
- Ülő nő oldalnézetben (1918) (színes tus, papír, 710 x 630 mm) (Savaria Múzeum, Szombathely)
- Támlás székben ülő modell (1918 (tus, akvarell, ecset, papír, 760 x 620 mm) (magántulajdonban)
- Gyár (1919) (színes tus, papír, 440 x 540 mm) (JPM)
- A halászok (freskóterv) (1919) (tus, akvarell, ecset, papír, 600 x 910 mm) (magántulajdonban, később MNG?)
- Vörös katonák előre!
- Absztrakt kompozíció (Dombos táj) (1920) (tempera, arany porfesték, csomagolópapír, 450 x 630 mm) (Puskin Múzeum, Moszkva)
- Moszkvai udvar, középen gömbkoronás fával (I. változat) (1921) (akvarell, papír, 455 x 600 mm) (MNG)
- Moszkvai udvar, középen gömbkoronás fával (II. változat) (1921) (akvarell, papír, 455 x 600 mm) (MNG)
- Moszkvai hoteludvar absztrakt változatban (1921) (akvarell, papír, 630 x 460 mm) (MNG)
- A moszkvai Vaszil Blazsennij székesegyház (1921) (akvarell, tempera, papír, 600 x 455 mm) (MNG)
- Moszkva (év nélkül) (vegyes technika, papír, 58 x 44 cm) (magántulajdonban)

### Grafikák (válogatás)

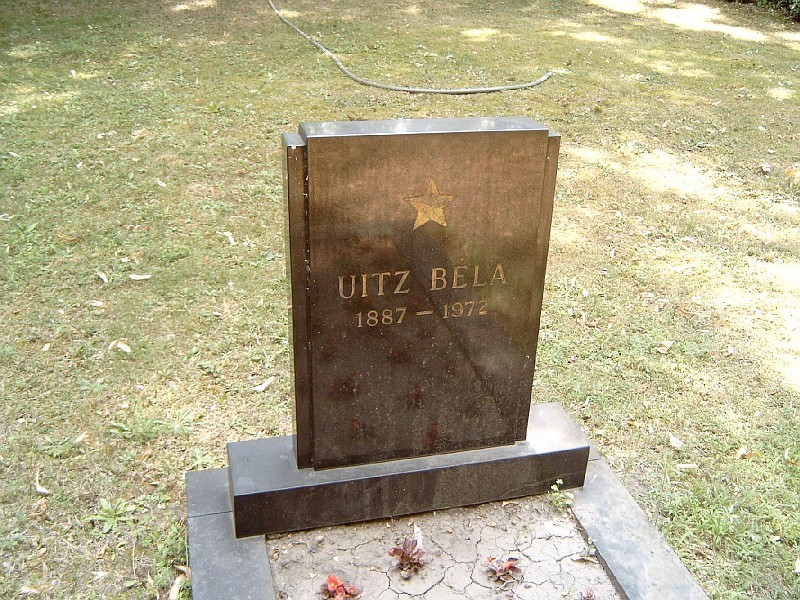
Uitz Béla sírja Budapesten. Kerepesi temető: 34/2-1-20.

- Önarckép (1914) (szén, papír) (elveszett, lappang)
- Háttal ülő női akt (1915-16) (hidegtű, 250 x 205 mm) (magántulajdonban)
- Fürdőzők (1916) (hidegtű, 230 x 350 mm) (MNG)
- Siratás (1916) (hidegtű, 190 x 287 mm) (MNG)
- Hegyes-dombos táj (1916) (lavírozott tus, ecset, papír, 300 x 472 mm) (MNG)
- Szuronyharc (1917) (tus, papír, 440 x 310 mm) (JPM)
- Menekülő lakosok (1917)(tus, papír, 310 x 405 mm) (MNG)
- Olvasó férfi (1918) (tus, ecset, papír, 530 x 370 mm) (Savaria Múzeum, Szombathely)
- Park fákkal (1918) (tus, ecset, papír, 383 x 298 mm) (Nógrádi Sándor Múzeum, Salgótarján)
- Vörös katonák, előre (plakát) (1919) (MNG)
- Versuche (8 lapból álló rézkarcalbum) (1920)
- Két fej a térben 1920 (tus, tollrajz, papír, 536 x 450 mm) (MNG)
- Analízis sorozat (benne Bécs, Moszkva látképe) (1922) (Skót Nemzeti Galéria)[11]
- General Ludd (=Géprombolás) (Az angol gépromboló mozgalom történetéből) (Rézkarc-sorozat) (1923), (MNG)
- Sallai portréja (1932) (Leningrád, Ermitázs)[12]

### Írásai (válogatás)
- A fiatalok két tárlaton. (Téli Tárlat, Nemzeti Szalon) A Tett, 1. évf. 4. sz.
- Rodin. Ma, III. évf. 2. szám 1918.